# Il mondo alla rovescia (opera)
Il mondo alla rovescia è un dramma giocoso in due atti del compositore Antonio Salieri su libretto di Caterino Mazzolà, il quale si basa a sua volta su un dramma giocoso, Il mondo alla roversa, prodotto da Carlo Goldoni nel 1750 e messo in musica lo stesso anno da Baldassare Galuppi.
La prima messa in scena dell'opera fu il 13 gennaio 1795 al Burgtheater di Vienna. Invece, la prima rappresentazione in tempi moderni  della stessa è stata svolta il 14 novembre 2009 al Teatro Salieri  di Legnago.
Salieri pose a mano a questo lavoro che aveva già in gran parte preparato precedentemente, in quanto avrebbe dovuto andare in scena a Venezia nel 1779 sotto il titolo L'isola capricciosa; tuttavia l'improvvisa morte dell'impresario non aveva fatto andare in porto il progetto. Poiché nel 1792 era attivo presso la corte imperiale di Vienna come poeta ceserero il librettista Caterino Mazzolà, Salieri approfittando della loro prima collaborazione poté portare a termine l'opera. Oggi non è più possibile ricostruire le eventuali arie e abbozzi prodotti dal compositore per la prima versione del dramma giocoso e successivamente modificati.
L'ouverture di quest'opera si basa in gran parte su quella del divertimento teatrale Don Chisciotte alle nozze di Gamace (1770/71) dello stesso compositore. Questa venne inoltre impiegata come preludio alternativo della sua successiva opera comica L'Angiolina (1800).

## Trama
In un'isola sconosciuta si sono rifugiate delle donne fuggite dall'Europa, stanche della loro condizione di schiave; qua, finalmente, possono rovesciare i ruoli: ora sono loro che comandano, e gli uomini sono costretti a lavorare in casa e a occuparsi di moda. 

La situazione si complica quando la Generala, ritornando da una perlustrazione via mare, porta con sé due prigionieri europei trovati su un'isola: il Conte e la Marchesa. Il Conte si gode di essere diventato l'oggetto della contesa tra la Generala e la Colonnella (che preferisce alla vecchia Generala), e la Marchesa, che prima era vagheggiata da tutti, viene ignorata e costretta a diventare "soldata". L'amore tra la Colonnella e il Conte suscita le gelosie della Generala e di Amaranto, nipote della Generala che prima veniva corteggiato dalla Colonnella; durante un incontro notturno nel giardino, la Generala scopre i tre, e furibonda, decide di mandare il Conte e Amaranto a purificarsi al ritiro del "Gran Colombo". Intanto il Comandante delle navi europee pretende la restituzione degli ostaggi, e al rifiuto, decide di intervenire con gli armati. 

La Generala decide di celebrare le nozze con il Conte per legarlo sempre all'isola; però il Conte progetta con l'amata Colonnella una fuga, assieme alla Marchesa e ad Amaranto (che dopo essere stato abbandonato dalla precedente amante, si consola con l'europea). La loro fuga viene scoperta e stroncata sul nascere, e la Generala decide di accelerare le nozze, che però sono interrotte dall'attacco delle navi europee. Per evitare spargimenti di sangue, il Conte e la Marchesa decidono di risolvere la situazione, visto che sono loro la causa di tutto quanto. Le condizioni di pace saranno queste: la Marchesa tornerà in Europa con l'amato Amaranto, e il Conte rimarrà sull'isola...a patto che la sposa sia la Colonnella. L'opera si conclude con il giubilo di tutti quanti, e lo scorno e l'ira della Generala, infuriata e respinta.

## Numeri musicali
- Sinfonia

### Atto I
- 1 Introduzione Lavoriam che senza noia (Coro, Amaranto)
- 2 Aria Girandole le femmine (Girasole)
- 3 Duetto Pietà, perdono, mio bel tesoro (Colonnella, Amaranto)
- 4 Aria Là corrono gli uomini (Ajutanta)
- 5 Quintetto Esser parmi la civetta (Conte, Colonnella, Marchesa, Generala, Ajutanta)
- 6 Aria A trionfar mi chiama (Colonnella)
- 7 Duetto  Io sognai che in un serraglio (Conte, Generala)
- 8 Aria Che farò? Che sarà mai? (Marchesa)
- 9 Aria Non temer ch'io sia sdegnato (Amaranto)
- 10 Aria Il labbro è di cinabro (Conte)
- 11 Aria Per amor io sospirai (Conte)
- 12 Finale Voi che invano notte e giorno (Marchesa, Ajutanta, Conte, Colonnella, Amaranto, Girasole, Generala, Gran Colombo)

### Atto II
- 13 Coro Sull'incudine sonora
- 14 Quartetto Voi nemico mi volete? (Comandante, Generala, Colonnella, Ajutanta)
- 15 Aria Cosa giova l'aver spirito (Ajutanta)
- 16 Serenata (fuori scena)
- 17 Duetto Il più felice istante (Conte, Colonnella)
- 18 Duetto Alle nozze questa sera (Generala, Conte)
- 19 Aria Quando più irato freme (Marchesa)
- 20 Barcarola e quintetto Tranquilla e placida (Coro, Colonnella, Conte, Marchesa, Amaranto, Generala)
- 21 Recitativo e aria Addio speranze (Colonnella)
- 22 Finale Conservator del mondo (Gran Colombo, Generala, Colonnella, Conte, Marchesa, Ajutanta, Comandante, Girasole, Amaranto, Coro)